# Premios Luces
Los Premios Luces son unos galardones concedidos por el periódico peruano El Comercio. Seleccionados mediante votación popular en línea, se otorgan a personas y producciones audiovisuales que destacan en el campo de la cultura del arte y entretenimiento: televisión, cine, literatura, música, moda y contenido digital.

## Historia
En 2005, se propuso a Alberto Servat, entonces editor de la sección «Luces» del diario, publicar una votación en el sitio web para elegir a las personalidades más destacadas en distintos ámbitos. Así nació la encuesta Los Mejores. Ante el respaldo de la votación, se le añadió una estatuilla, el tacho de luz que ya es símbolo de lo que pasó a llamarse definitivamente Premios Luces.
Debido a la Pandemia de COVID-19, el anuncio de los ganadores de la 16.ª entrega fue aplazado hasta el 28 de febrero de 2021, que volvió a aplazarse, hasta el 17 de abril de 2021.

## Proceso de nominación
Cada año en el mes de diciembre, un comité compuesto por los redactores y la editora de la sección Luces sostiene reuniones de nominación. Se propone y se debate, trabajo que se ve reflejado en una lista. Excepcionalmente, consultan a expertos, colaboradores y redactores de otras áreas del diario para tener mayor credibilidad en la premiación. 
Existen algunas excepciones en el proceso de nominación, en las que se galardona a personalidades destacadas en un ámbito importante en forma de homenaje.
En las últimas ediciones, han sido cuestionados y criticados, entre ellos, por Rodrigo González y Magaly Medina ya que en su lista de nominados la mayoría son del canal América Televisión, acusando al diario El Comercio de favorecer a dicho canal, ya que pertenecen al mismo consorcio (Grupo El Comercio).

## Período destacado
Del 1 de enero hasta el 31 de diciembre del año previo. Como hay algunos lanzamientos que ocurren, mientras el comité delibera, tales nombres son considerados para la edición siguiente del galardón.

## Categorías
Existen siete campos de las artes y entretenimiento, dentro de las cuales se premian diferentes:
- Televisión

1. Mejor programa periodístico.
2. Mejor producción local.
3. Mejor actor.
4. Mejor actriz.
5. Mejor programa deportivo.
6. Mejor conducción.
7. Mejor ficción.
8. Mejor programa educativo / cultural.
9. Mejor podcast de cultura.

- Cine

1. Mejor película.
2. Mejor actor.
3. Mejor actriz.

- Artes Escénicas

1. Mejor dramaturgia peruana.
2. Mejor actor.
3. Mejor actriz.
4. Mejor obra/dirección.

- Gastronomía

1. Mejor reinvención en pandemia.
2. Mejor servicio de delivery.
3. Mejor propuesta Dark Kitchen.

- Música

1. Disco del año.
2. Concierto del año.
3. Hit del Año.
4. Concierto streaming.

- Artes visuales

1. Mejor exposición.
2. Mejor gran exposición.
3. Mejor exposición de fotografía o video.
4. Mejor exposición online.

- Letras

1. Mejor novela.
2. Mejor libro de cuentos.
3. Mejor libro de no ficción.
4. Mejor libro ilustrado o cómic.
5. Mejor edición especial.
6. Mejor libro de poesía.

- Podcast / programa digital

1. Mejor programa digital cultural.

1. Mejor programa digital de entretenimiento.
2. Mejor contenido digital gastronómico.
3. Mejor programa digital de deportes.
4. Mejor creador de contenidos.

## Ganadores
- Ganadores del Premio Luces.